# Jimmy Sundman
Jimmy Sundman, född den 7 mars 1989, är en finländsk fotbollsspelare (anfallare) som representerar IFK Mariehamn i den finländska högsta ligan, Tipsligan. Sundman inledde sin fotbollskarriär i Sunds IF.